# Camptopoeum altaicum
Camptopoeum altaicum is een vliesvleugelig insect uit de familie Andrenidae. De wetenschappelijke naam van de soort is voor het eerst geldig gepubliceerd in 1892 door Morawitz.